# Lorenzo Lotto

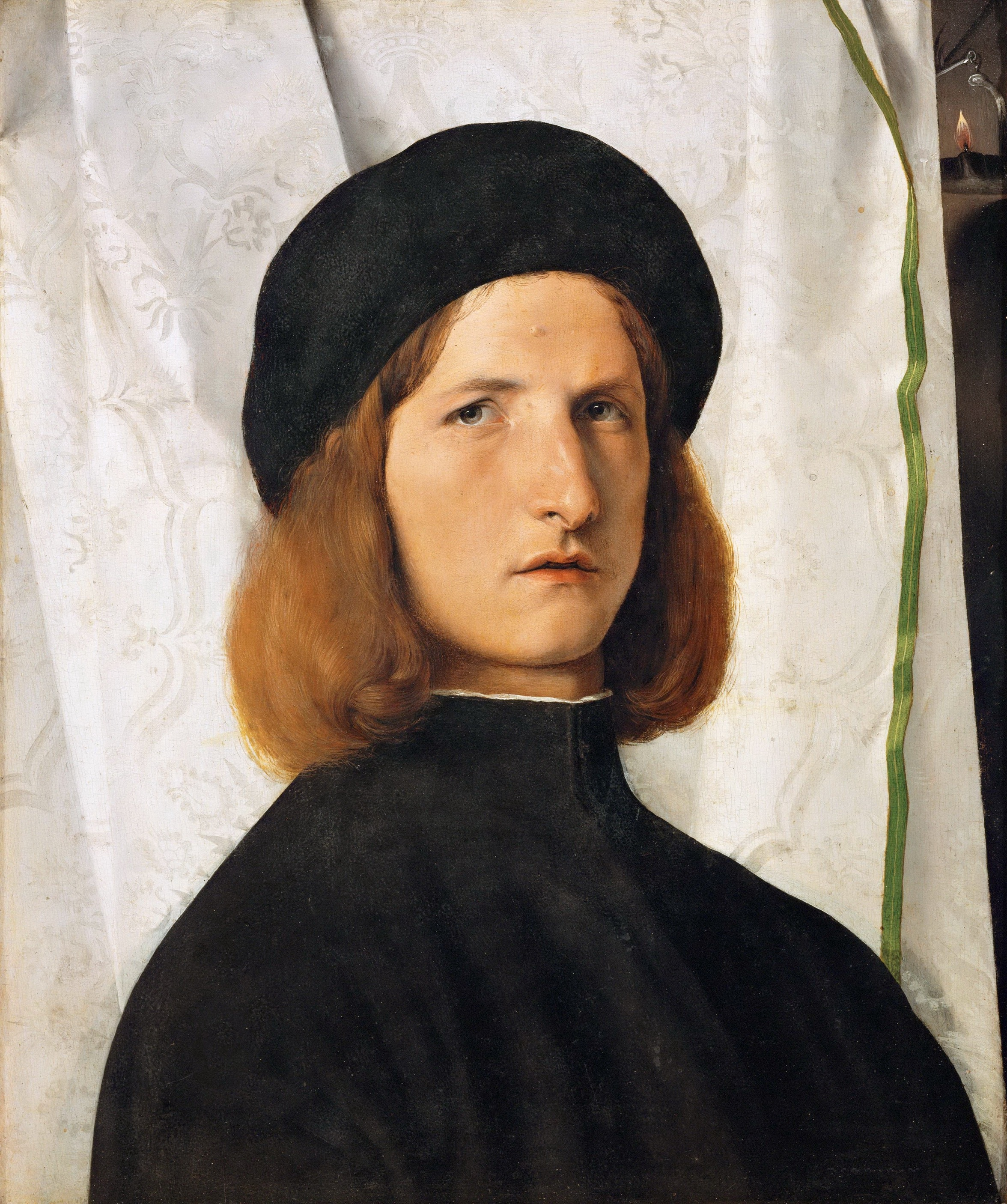
Jovem contra uma cortina branca

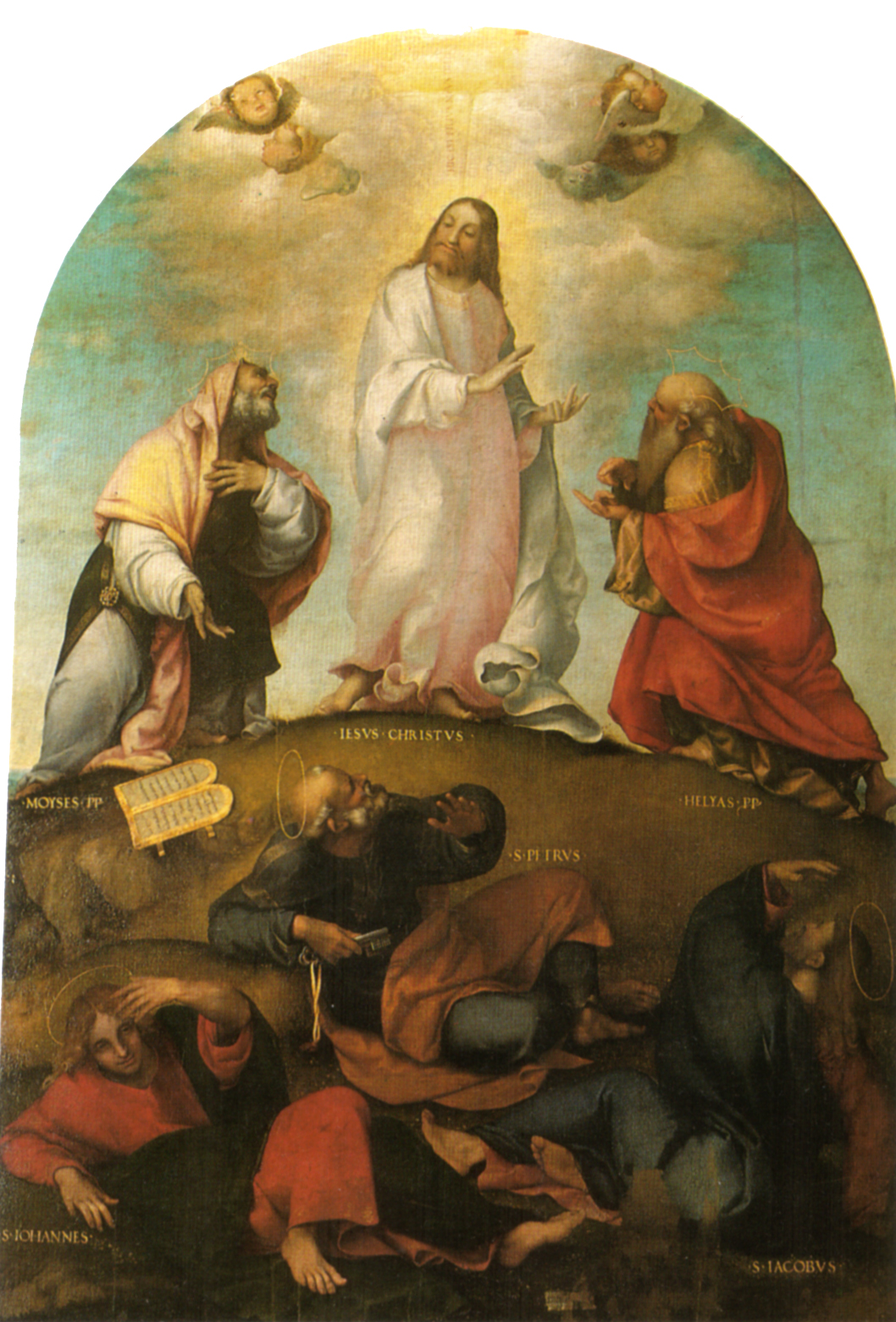
Transfiguração

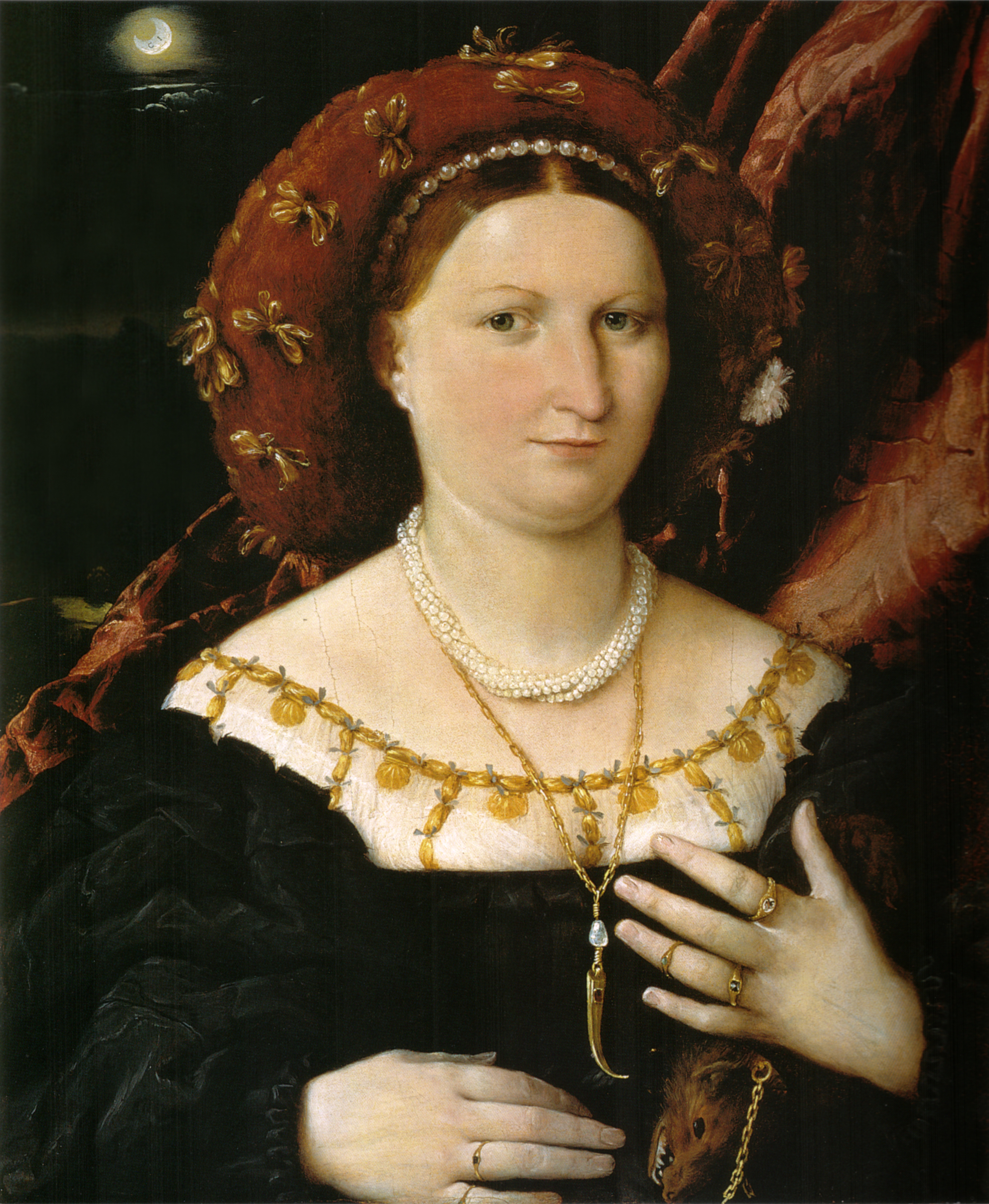
Retrato de Lucina Brembati

Lorenzo Lotto (1480 - 1556) foi um pintor, desenhista e ilustrador italiano da Escola de Veneza. Ele pintou altares, obras religiosas e retratos. Por estar ativo durante a chamada Alta Renascença, ele constitui um estágio de transição entre os primeiros pintores de Florença e os maneiristas romanos do século XVI. 
Nascido em Veneza, trabalhou em Treviso (1503-1506), em Roma (1508-1510), Bergamo (1513-1525), Ancona (1549) e finalmente em Loreto.
Influenciou-se por Giovanni Bellini, visto que tinha bons conhecimentos sobre a pintura de Veneza. Também pode ver a marca do Naturalismo de Giorgione, em obras como a Alegoria das Virtudes e dos Vícios. Com o tempo, evoluiu para obras mais dramáticas, como aquelas de Correggio. Era amigo de Palma Vecchio. 
Em Treviso, trabalhou para o Bispo Bernardino de'Rossi. Em 1508, começou o político Recanati, para a Igreja de São Domingos em Veneza. Ao mesmo tempo que se tornava famoso, chamou a atenção de Bramante, o arquiteto papal. Foi convidado para trabalhar em Roma e decorar os apartamentos papais. Essas obras foram destruídas um tempo depois.
Seu trabalho em Bergamo foi o melhor de sua carreira e faz parte de sua fase mais produtiva. Desenvolveu a técnica do retrato psicológico (aquele que revelava os pensamentos e emoções dos retratados). Nessa tradição, continuou o trabalho de Antonello da Messina. Suas pinturas posteriores são, na maioria, pinturas murais, tais como O Martírio de Santa Clara, onde representa cenas da vida diária, como Cristo com a parreira em suas mãos, remetendo à frase: Eu sou a parreira, vocês são os ramos.. Pintou também quadros privados, como Madonnas e Deposições para altares domésticos. 
Em Veneza, abriu um ateliê e executava altares para diversas igrejas. Recebia também encomendas de retratos particulares, dentre eles, Retrato de um Jovem. Mas na cidade foi ofuscado pela fama de Ticiano, que dominava a cena artística. Deixou Veneza em 1532 e foi para Treviso. Começou a vagar de cidade em cidade, procurando por encomendas. Mas era cada vez mais difícil ganhar dinheiro. Em 1552, entrou na vida religiosa como irmão leigo. Morreu em 1556. Giorgio Vasari incluiu a biografia de Lotto no terceiro volume de Vidas. Lotto mesmo deixou várias anotações e diários. Entre muitos pintores influenciados por ele, está Giovanni Busi. 
Durante sua vida, Lotto foi um pintor respeitado e popular no norte da Itália. Os vários estilos que trabalhou durante a vida o colocam fora da Escola de Veneza, a qual é comumentemente associado. Teve seu estilo individual e até mesmo idiossincrático. Depois de sua morte, foi gradualmente esquecido, talvez pelo fato de que suas obras permanecem em pequenas igrejas e museus menores. Graças ao trabalho do historiador de arte Bernard Berenson, foi redescoberto e aclamado como mestre no final do século XIX. 